# Waterford (New York)
Pour les articles homonymes, voir Waterford.
Waterford est une ville du Comté de Saratoga dans l'État de New York.
La population était de 8 515 habitants en 2000.